# Slype
Slype, en néerlandais Slijpe, est une section de la commune belge de Middelkerke située en Région flamande dans la province de Flandre-Occidentale. C'était une commune à part entière avant la fusion des communes de 1971.

## Démographie

### Évolution démographique
- Sources : INS, Rem. : 1831 jusqu'en 1961 = recensements[2].

## Histoire
En 1235, maître E. de Bourbourg, official de Tournai, fait une déclaration selon laquelle Enguerrand de Slype et Jean, percepteur des maîtres de l'ordre du Temple en Flandre ont confirmé l'exemption de tonlieux dont jouit l'abbaye des Dunes à Slype.